# مركز البحوث الحيوية الطبية
مركز البحوث الحيوية الطبية (BRC) هُو مركز أبحاث في جامعة قطر يركز على البحوث الحيوية الطبية. تأسس مركز البحوث الحيوية الطبية في عام 2014م بالشراكة مع وزارة الصحة العامة (قطر) ، ومؤسسة حمد الطبية (HMC) .   

## تاريخ
إن معدل الإصابة بالاضطرابات الوراثية في قطر مرتفع،  حيث أن الأسباب الثلاثة الأولى للوفاة في البلاد هي السرطان وأمراض القلب والسكري.   اعتبرت الحكومة إنشاء مركز البحوث البيولوجية بمثابة استراتيجية للوقاية من الأمراض بشكل استباقي للمساعدة في تعزيز الصحة العامة.  
حصلت مختبرات المركز على اعتماد ISO/IEC - 17025 من الجمعية الأمريكية لاعتماد المختبرات (A2LA).  يركز مركز الأبحاث هذا على الأمراض المعدية ( علم الفيروسات وعلم الأحياء الدقيقة )، والاضطرابات الأيضية ، والبيولوجيا الطبية. 

## البحوث
منذ إنشائه في عام 2014، نشر المركز أكثر من 530 ورقة بحثية.   تشمل مشاريع الأبحاث في المركز مجموعة من المجالات، بما في ذلك:
1. تحديد ملف المضادات الحيوية للميكروبات المقاومة للمضادات الحيوية لدى البشر والحيوانات. [13] [14] [15] [16]
2. التحقيق في الاختلافات في حالات مرض السكري من النوع الثاني. [17] [18]
3. دراسة كوفيد-19 ، [19] [20] [21] [22] [23] [24] [25] [26] [27] بما في ذلك متغير أوميكرون . [28] [29] [30]
4. إجراء التسلسل الجيني للصقور القطرية [26] [27] والأنواع الحيوانية المهددة بالانقراض [31] والدوجونج . [26]
5. استكشاف الطب النانوي كوسيلة للوقاية من الأمراض. [32] [33] [34]

## نموذج بحث سمك الزرد

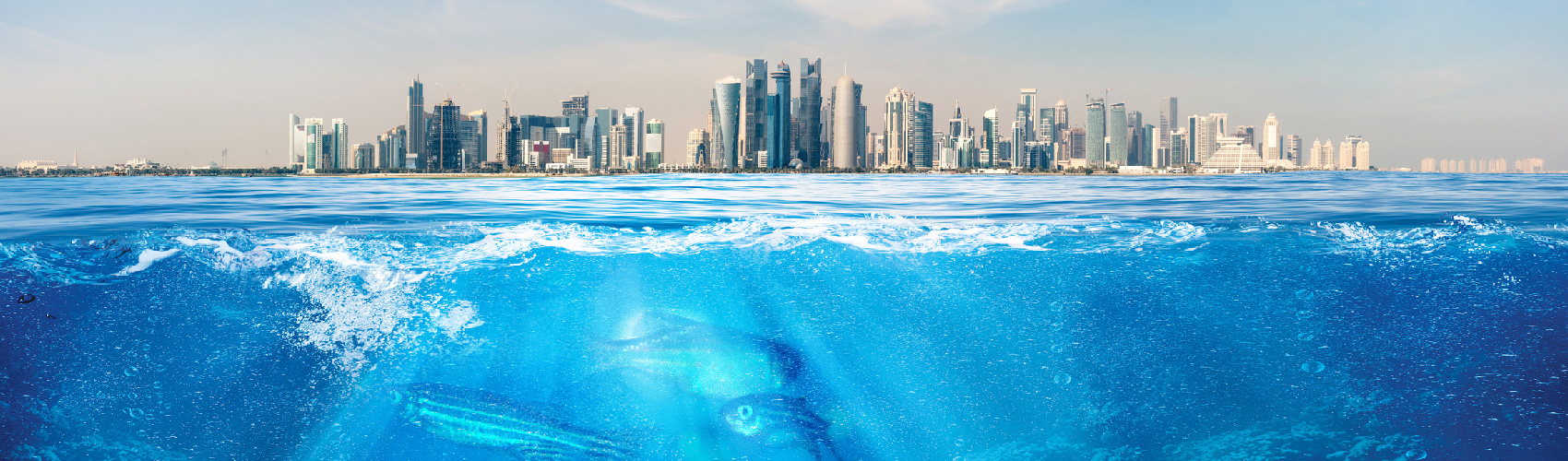
قدم مركز البحوث البيولوجية استخدام سمكة الزيبرا كنموذج حيواني في الأبحاث الطبية الحيوية في جامعة قطر

قدم مركز أبحاث الخلايا الجذعية استخدام سمك الزرد كنموذج حيواني في البحث الطبي الحيوي      وأنشأ منشأة لذلك في عام 2015.   يتم استخدام المنشأة كوحدة بحثية لدراسة العديد من الأمراض الوراثية.  وقد وضعت وزارة الصحة العامة سياسة بحثية مؤسسية بشأن استخدام سمك الزرد في البحث العلمي،  والتي دعمتها جامعة قطر.

## المرافق

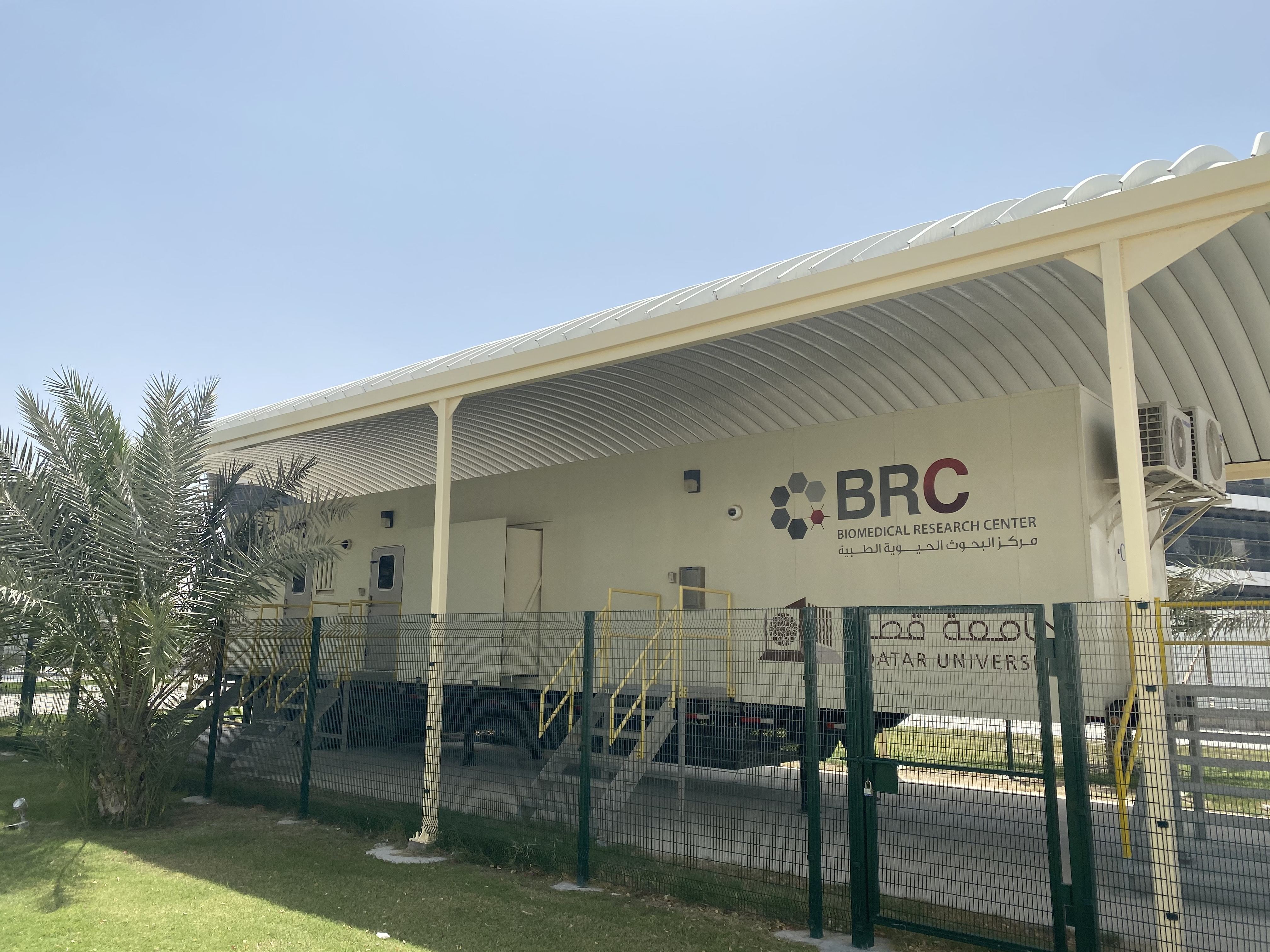
مختبر السلامة البيولوجية المستوى 3 (BSL3) في مركز البحوث الحيوية بجامعة قطر

تشمل مرافق مركز البحوث الحيوية الطبية ما يلي: 
- مستوى السلامة البيولوجية 3 (BSL3) [44] [45] [46] تم إنشاؤه بواسطة CERTEK، [47] الولايات المتحدة الأمريكية؛ للبحث في مسببات الأمراض من الفئة 3. [48]
- وحدة التسلسل لإجراء البحوث في علم الجينوم . [49] [50]

## روابط خارجية
- مكتب البحوث والدراسات العليا بجامعة قطر
- غرفة أخبار جامعة قطر
- تطور سمك الزرد